# FGFR3 (receptor 3 del factor de crecimiento de los fibroblastos)

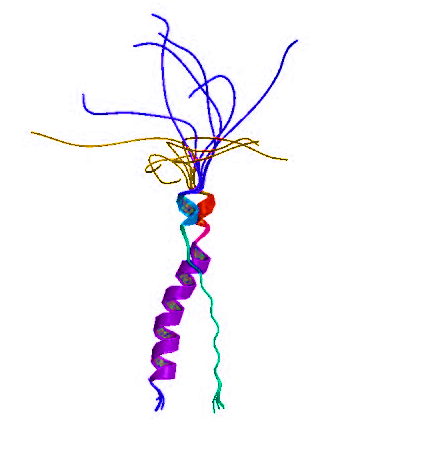
Estructura del dominio transmembrana del dímero del FGFR3

El receptor 3 del factor de crecimiento de fibroblastos (FGFR3) es una proteína que forma parte de una familia de receptores de la membrana celular tirosina quinasa (FGFR). 
Estas proteínas comparten estructuras y funciones similares ya que juegan un papel en varios procesos celulares importantes: la regulación del crecimiento y la división celular, la determinación del tipo de célula, la formación de los vasos sanguíneos, la cicatrización de las heridas y el desarrollo embrionario. 
La proteína FGFR3  actúa como receptor de superficie celular para factores de crecimiento de fibroblastos (FGF) mediante señales bioquímicas, desempeñando un papel esencial en la regulación de la proliferación celular, la diferenciación y la apoptosis.

## Funciones
En el momento que se produce la unión entre el receptor 3 del factor de crecimiento de fibroblastos a su correspondiente FGF, se produce la activación de varias cascadas de señalización mediante reacciones bioquímicas en el interior de la célula que la instruyen a someterse a ciertos cambios para que pueda asumir funciones especializadas. 
Las más importantes son:
- Regulación de la diferenciación de condrocitos.
- Proliferación y la apoptosis,  necesario para el desarrollo normal del esqueleto.
- Regulación tanto de la osteogénesis y la mineralización ósea posnatal por los osteoblastos.
- Regulación del desarrollo normal del oído interno.
- Metabolismo de la vitamina D.

Cuando se produce la activación, empieza el proceso de producción de moléculas de señalización celular de la diacilglicerol e inositol 1,4,5-trifosfato. La fosforilación desencadena reclutamiento de GRB2, GAB1, PIK3R1 y SOS1, y regula la activación de RAS, MAPK1 / ERK2, MAPK3 / ERK1 y la vía de señalización MAP quinasa, así como de la vía de señalización de AKT1.
Las mutaciones que conducen a la activación de la quinasa constitutiva o alteran la maduración normal FGFR3, a una señalización incorrecta.

## Síntesis proteica de FGFR3
En 1989, los receptores para factores de crecimiento de fibroblastos (FGFR) se clonaron y posteriormente se caracterizaron como un subgrupo de la familia de receptores tirosina quinasa. 
Una familia de genes es un grupo de genes que comparten características importantes.
Todos los FGFR comparten tres características únicas: 
1. Un receptor puede unirse con una afinidad similar a varios FGF y un FGF se puede unirse de manera similar a varios receptores diferentes.
2. La unión de los FGF a sus receptores depende de la interacción de estos con la superficie celular.
3. Existen varias versiones o isoformas de los receptores del FGF que se sintetizan a partir de un mismo gen.

En el caso del FGFR 3, hay varias isoformas que se encuentran en diversos tejidos del cuerpo y que interactúan con una gran variedad de factores de crecimiento. Por ejemplo:
- Los investigadores consideran que una isoforma de la proteína FGFR3 en células óseas regula el crecimiento óseo mediante la limitación de la formación de hueso a partir del cartílago por un proceso denominado osificación, que se sitúa en los huesos largos.
- Otra isoforma particular del receptor se encuentra específicamente en las células que recubren las superficies del cuerpo (células epiteliales), incluyendo las células que forman la capa más externa de la piel o epidermis.

Así pues, el receptor se sintetizará a través de las distintas isoformas, con diversos grados de N-glicosilación a partir del gen FGFR3, el cual pertenece a una familia de genes llamados super-familia de inmunoglobulinas.
La localización molecular del FGFR 3 que se encuentra en el cromosoma 4 desde el par de bases 1793298 a 1808871. En la posición 4p16.3. A partir del gen, obtendremos el receptor de membrana mediante procesos genéticos de transcripción y traducción del DNA.

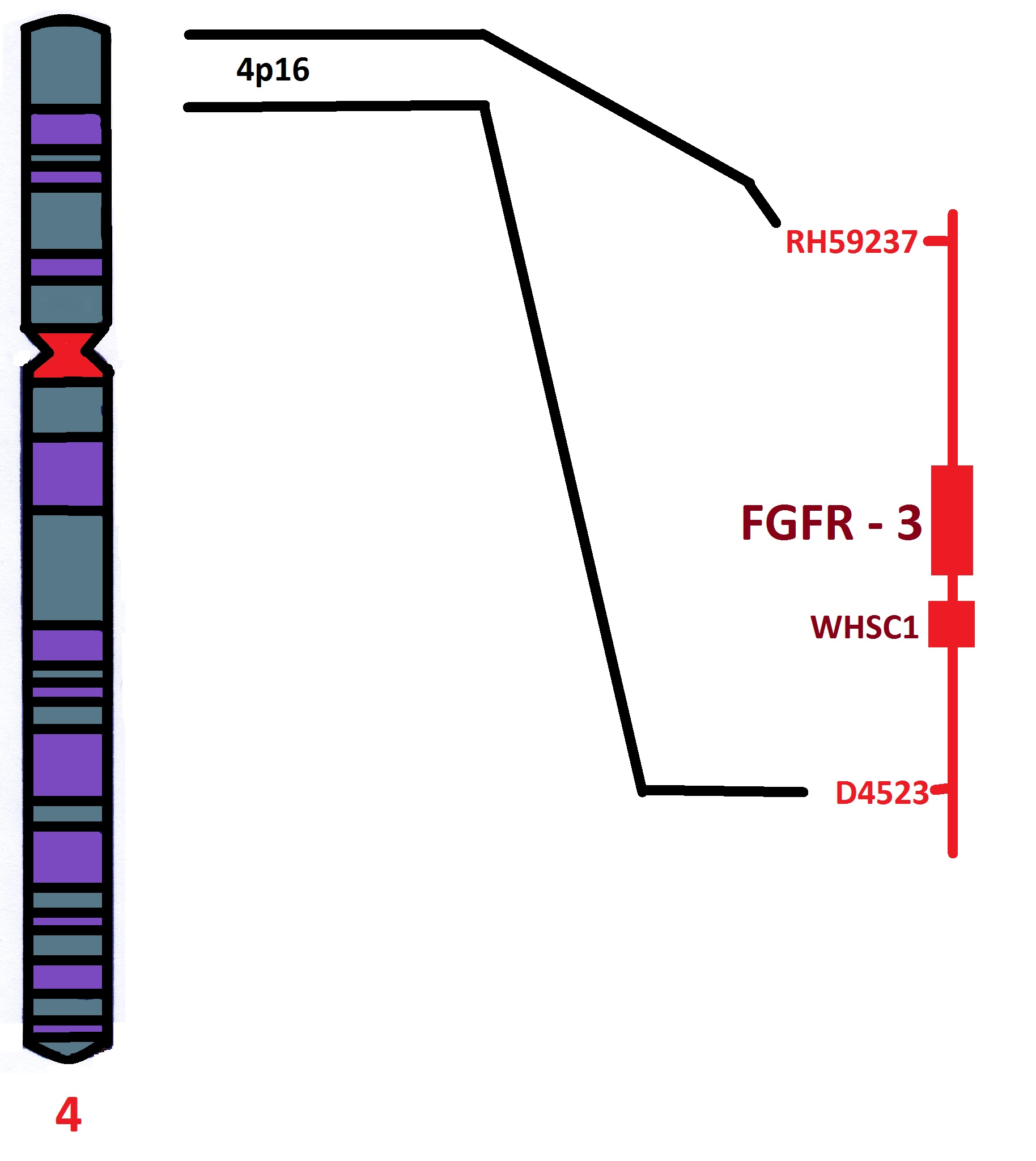
El gen FGFR3 se localiza en el cromosoma 4 del cariotipo humano.

## Estructura
El FGFR3 está constituido por tres dominios: un domino extracelular que se une al ligando FGF, un dominio transmembrana (TM) y un dominio intracelular con un subdominio tirosina quinasa (dividida en TK1 i TK2), capaz de autofosforilarse (unirse a un fosfato y activarse) a sus residuos de tirosina. 
Cuando estos receptores se unen a un FGF (factor de crecimiento de fibroblasto) dos monómeros dimerizan y las regiones de TK se autofosforilan, de manera que inician vías de señalización intracelulares que modifican la transcripción de las células.

## Vías de señalización

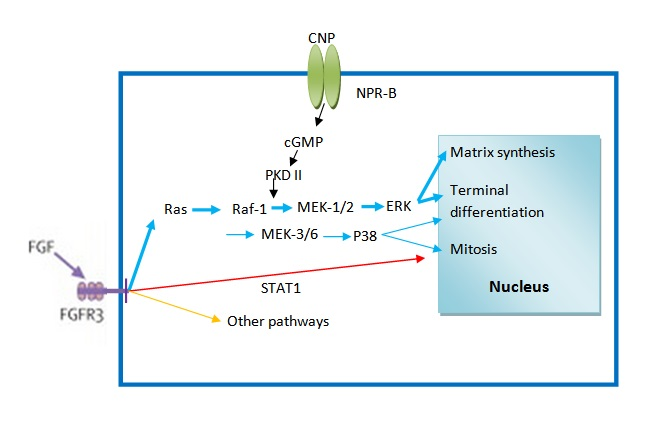
Vías de señalización del FGFR3 más relevantes. Las señales FGFR3 son propagadas a través de STAT1, MAPK-ERK, p38 MAPK, y otras vías para inhibir la proliferación de condrocitos, la síntesis de matriz post-mitótica y la diferenciación.

Una vez el ligando interacciona con su receptor FGFR3, se desencadenan una serie de reacciones en cadena de quinasas con tal de amplificar la señal hasta el núcleo. La vía de señalización STAT-1 llega directamente al núcleo produciendo una bajada en la proliferación y diferenciación condrocítica, mientras que la activación del receptor FGFR3 provoca la autofosforilación de la porción citoplasmática del receptor, que al mismo tiempo fosforila i activa Raf, y estas proteínas Raf siguen fosforilando a las proteínas quinasas MEK que finalmente fosforilan a ERK y p38. 
Estas últimas entran en el núcleo una vez has estado fosforiladas y interaccionan con diversos factores de trascripción entre los cuales están los que regulan negativamente la síntesis de matriz extracelular.

## Regulación del FGFR3
Para examinar los mecanismos de regulación que rigen la expresión del FGFR3, en un estudio se identificó y caracterizó el gen promotor para el FGFR3. Este reside en una isla CpG (regiones del ADN donde hay una alta frecuencia de encontrar un nucleótido de citosina unido a través de un fosfato a un nucleótido de guanina) que abarca el extremo 5 del gen FGFR3 y carece de mecanismo cis-regulador (el gen no tiene una región de ADN o ARN en la molécula de ADN que regule su expresión). Con solo 100 pares de bases de secuencia 5 en el sitio de iniciación se puede conferir un incremento de 20-40 veces la actividad de transcripción. La actividad de transcripción de las secuencias cis-regulador se estimula aún más dentro del primer intrón del gen.

## Patologías asociadas
Las mutaciones en FGFR3 causan una multitud de enfermedades, incluyendo acondroplasia, hipocondroplasia, displasia tanatofórica, síndrome de Muenke, síndrome Crouzon acantosis nigricans Archivado el 25 de octubre de 2014 en Wayback Machine., Acondroplasia con retraso en el desarrollo, y el síndrome lácrimo-aurículo-dental- digital (LADD). Otras relacionadas con las mutaciones de este gen, pero menos representativas son: el cáncer de vejiga, el mieloma múltiple, y el cáncer de cuello uterino.

## Consecuencias del gen mutado
Las mutaciones en distintos dominios del gen FGFR3 se traducen en diversos tipos de displasias autosómicas dominantes en el esqueleto humano como acondroplasia, displasia tanatofórica I y II, y hipocondroplasia. Los informes recientes indican que las mutaciones puntuales asociadas a estas enfermedades, implican una producción adicional de la proteína FGFR3 activada, lo que muestra una autofosforilación en ausencia del ligando.  
En el caso de la acondroplasia, el gen que codifica el FGFR3 tiene intercambiadas dos pares de bases complementarias del ADN. Este gen se encuentra en el brazo corto del cromosoma 4 y el 97% de los casos de acondroplasia son causados por una de dos mutaciones posibles: G1138A y G1138C. La mutación genética más común de este receptor es la mutación puntual G por A en el nucleótido 1138 (G1138A) del gen, lo que da lugar a la sustitución de un aminoácido glicina por una arginina en el codón 380 (G380R). La mutación se produce en el dominio transmembrana del receptor. Todo esto provoca una activación constitutiva, es decir, se estabiliza el dímero una vez el factor se ha unido al receptor y, por lo tanto, hay una activación constante de las vías de señalización, siendo las más importantes STAT1 y MAPK/ERK/P38.  Solo un 1% de los casos son causados por el cambio de una glicina por una cisteína en la región transmembrana o por la sustitución de glicina por glutamina en el dominio extracelular.
Cualquiera de estas mutaciones provocará que se estabilice el dímero y, como consecuencia, que aumente la acción de FGFR3 provocando que haya menos diferenciación y más proliferación, por lo que el disco cartilaginoso de crecimiento será más estrecho y se producirá antes de tiempo el desarrollo del cartílago en la epífisis de los huesos, afectando especialmente a los huesos largos (fémur y húmero). También Snail1 es un factor de transcripción del gen FGFR3, por lo que la actividad del factor depende de la presencia de Snail1. Por ese motivo una gran producción del factor de transcripción Snail1, aunque el FGFR3 no presente mutaciones, también provocará la enfermedad.  Este impedimento de crecimiento de los huesos que se interrumpe antes de hora debido a cualquiera de estos factores hace que estas personas presenten una baja estatura, unas extremidades más cortas y un cráneo más grande en proporción.
Se ha podido observar que las mutaciones que producen la activación ectópica del FGFR3 también están presentes en el cáncer, muy frecuentemente en el carcinoma de vejiga y en rara ocasión en el mieloma múltiple y en el carcinoma de cuello de útero. La inhibición del FGFR3 en estas células inhibe la proliferación e induce a la apoptosis, por lo que este receptor es una diana terapéutica en estos tipos de cáncer. Aproximadamente un 50% de los casos de mieloma múltiple intramedular implica una translocación cromosómica entre la cadena pesada de las inmunoglobulina y uno de cinco locus recurrentes, incluyendo el locus 4p16.3, resultando en la expresión anormal de FGFR3 en exceso.  Está demostrado que la inhibición de la actividad deFGFR3 inhibe el crecimiento del tumor en las líneas celulares de mieloma múltiple asociados a FGFR3.

## Técnicas terapéuticas e investigación
La acondroplasia es una enfermedad que hoy en día no se puede curar, de momento hay terapias quirúrgicas para alargar el hueso y tratamientos con hormonas de crecimiento que son poco efectivas y no resuelven el problema. Aun así, se están desarrollando terapias que siguen estrategias con las cuales se pretende reducir la actividad del FGFR3, ya sea inhibiendo la síntesis, bloqueando la activación, inhibiendo la actividad tirosina-quinasa o promoviendo su degradación. Existen cuatro terapias que de momento solo se han investigado y llevado a cabo con ratones. 

### Inhibición FGFR3 mediante diadenosinas
La inhibición de FGFR3 por medio de diadenosinas consiste en la inhibición de la actividad tirosina quinasa del FGFR3 mediante diadenosinas polifosfatasas, que son dinucleósidos polifosfatos formados por adenina. Las diadenosinas polifosfatadas llevan a cabo su actividad a través de receptores purinergicos que se encuentran en la membrana plasmática (P2), los cuales están acoplados a proteínas G, concretamente Gq. Cuando la proteína Gq recibe la señal inducida por la unión de Ap4A a P2, activa la fosfolipasa C (PLC), la cual hidroliza PLP2 a diagliceril y IP3.
Por un lado, el diaglicerol activara la PKC( proteína kinasa C), gracias a la cual se inhibe la vía de las MAPK y el receptor puede ser internalizado y degradado acelerando la degradación o impidiendo que vuelva a la membrana. Este hecho es uno de los problemas en el receptor mutado, ya que este no se puede internalizar ni degradar. Por otro lado el IP3 induce la liberación de calcio al citosol provocando una liberación de Ca2+ y incremente la actividad de la PKC.
Además, P2 también activa la guanilato-ciclasa, la cual produce GMPc e inhibe la vía de las MAPK, produciendo una disminución de la fosforilacion de ERK y por tanto, un incremento de la secreción de la matriz extracelular necesaria para el crecimiento del hueso.
Recientes estudios han postulado que las diadenosinas más relevantes para inhibir esta actividad son las Ap4A. Cabe destacar que estos procesos no proceden sin la interacción del receptor FGFR3 con su respectivo ligando. 

### Terapia CNP
Otra estrategia terapéutica para regular la cascada de señalización de FGFR3 consiste en la administración de CNP, que es un péptido naturético involucrado en la regulación de la presión y volumen sanguíneo con una vida media muy corta en el plasma. Cuando interacciona con cGMP intracelular. Todos son expresados en condiciones fisiológicas en las zonas proliferativas e hipertróficas de la placa del crecimiento. Las señales producidas en cadena por el NPR-B se cruzan con señales de la cadena MAPK producidas por el receptor FGFR3 a nivel RAF1, siendo la antagonista de los efectos inhibidores del crecimiento producidos por FGFR3. De esta manera ERK no se traslada al núcleo y no da el mensaje de maduración a condrocito hipertrófico. Aunque en esta terapia no altere la vía STAT1, se reduce la vía de señalización a través de las MAP-kinases-ERK.
No obstante, se ha encontrado otro receptor de la familia NRP, en este caso el NPR-C, que también se une al CNP. Este tipo de receptor se encuentra en los condrocitos de la placa de crecimiento y a diferencia de NPR-B, este carece de la capacidad de incrementar los niveles de cGMP intracelular. Es por eso que se ha propuesto que actúa como receptor controlando la limpieza de CNP en el plasma y baja los efectos de este mediante su regulación. Teóricamente, se está estudiando que, bloqueando NPR-C, se podrían incrementar los niveles de CNP disponibles en el plasma para unirse con NPR-B, contrarrestando los efectos del receptor FGFR3.

### Bloqueo por anticuerpo
También se ha intentado inhibir la unión FGF-FGFR3 por competencia con un anticuerpo. Esta técnica imita una desarrollada para el cáncer de mama que consiste en que un anticuerpo Trastuzmab, es específico para un receptor concreto HER2/neu (ErbB2), siendo presente en la superficie del 15-30% de las células cancerosas de mama, de manera que compite con el receptor que causa esta enfermedad y la evita. Respecto a la acondroplasia, el anticuerpo ProMabin hace la misma función bloqueando la posible activación producida por la unión del ligando a FGFR3, por tanto, no se dan las respectivas cascadas de señalización. No obstante esto, no hay estudios que demuestren la capacidad de este para estimular el crecimiento in vivo  del hueso.

### IncorporaciónSmall Interference RNAs
Existe una técnica descubierta recientemente (febrero de 2011) que consiste en la incorporación de small interference RNAs que bloquean la expresión génica de ARNm de FGFR3, reduciendo de manera significativa la activación de la cascada de transducción de las ERK. Esto comporta que ERK no se produzca y no llegue al núcleo, haciendo así que el condrocito produzca matriz extracelular. Este proceso es post-transcripcional y consiste en la introducción de RNA de doble cadena, el cual silencia la expresión génica de manera específica.